# 제임스 판테미스
제임스 판테미스(그리스어: Τζέιμς Παντέμης, 1997년 2월 21일 ~ )는 캐나다의 축구 선수로 현재 미국 메이저 리그 사커의 포틀랜드 팀버스에서 골키퍼로 뛰고 있다.